# Daniela Castelo
Daniela Castelo (Buenos Aires, 8 d'octubre de 1968 - Buenos Aires, 2 de febrer de 2011) va ser una periodista argentina. Va estudiar secundària al Liceo Nacional 9 de Buenos Aires. Es va llicenciar en psicologia a la Facultat de Psicologia de la Universitat de Buenos Aires.
L'any 1987 va començar a treballar com a productora de La Noticia Rebelde, un programa històric dirigit pel seu pare, Adolfo Castelo. El 1989 va signar un contracte amb América 2 com a productora del programa Crema Americana, presentat per Juan Castro, Pato Galván i Ari Paluch.
Va treballar per primera vegada a la ràdio amb el seu pare al programa Uno por semana de Radio Continental.
L'abril de 2008, amb la col·laboració de la seva germana Carla Castelo i el periodista Jorge Bernárdez, va presentar No se lo digas a nadie, un programa d'anàlisi de mitjans de Radio Nacional, els dilluns de 0:30 a 2:00. A partir del juliol de 2010, va dirigir el programa Prófugos de la noticia a Nacional Rock FM 93.7 de dilluns a divendres de 17:00 a 19:00.
El novembre de 2010 va presentar per a la seva publicació una biografia del seu pare escrita amb la seva germana Carla.
La nit del 2 de febrer de 2011, Daniela va patir un aneurisma cerebral i va ser ingressada a urgències de la clínica Bazterrica de Buenos Aires, on va patir una aturada cardíaca i va morir.